# Hudební epocha
Epocha označuje časové období v hudbě, v němž převládají určité společné stylistické prvky a znaky.

## Členění
Obvyklé členění evropských dějin hudby je následující:
- Hudba pravěku a starověku
- Hudba antických kultur
- Středověká hudba (8. až 15. století)
- Renesanční hudba (15. a 16. století)
- Barokní hudba (cca 1600 až 1750)
- Klasika (klasicismus - raná klasika, vídeňská klasika) (cca 1730 až 1830)
- Hudba romantismu (19. století)
- Hudba 20. století (20. a 21. století)

Ve 21. století je členění podle směru hudby stále jemnější. Podle toho se dělí například dějiny jazzu na:
- Oldtime Jazz (New Orleans, Dixieland, Ragtime atd.)
- Klasický jazz (Swing, Mainstream Jazz)
- Moderní jazz (Bebop, Cool Jazz, Free Jazz atd.)

Populární hudba se člení podle desetiletí.

## Kritika
Každý výraz pro označení hudební epochy je ovšem poněkud problematický, neboť vzbuzuje dojem, že se rozdílné styly v historii přímo a plně vydělily. To vede k problémům ve vymezení, neboť ve skutečnosti vždy existovalo současně vícero stylistických proudů, jež měly společného jen málo (často si naopak oponovaly), pozvolné překrývání, významné styly pouze místně apod. Proto jsou přední hudební vědci např. v nahlížení vídeňského klasicismu a romantismu toho názoru, že tyto styly tvoří jednu velkou epochu s vnitřní rozmanitostí stylů.
Na pozadí této kritiky je vhodné hovořit přednostně nikoli o hudebních epochách, nýbrž o hudebních žánrech.[zdroj⁠?!]